# Frauke Walhorn
Frauke Walhorn (gebürtig Frauke Louis; * 6. September 1942 in Münster) ist eine deutsche Politikerin (SPD).

## Leben
Frauke Walhorn wurde in Westfalen geboren. Sie besuchte das Gymnasium und die Höhere Handelsschule. Sie war als Krankengymnastin tätig und widmete sich später als Hausfrau und Mutter von zwei Kindern ihrer Familie. Sie setzt sich in vielfältigen Bereichen sozialpolitisch ein.
Im Jahr 1987 wurde Frauke Walhorn im Landtagswahlkreis Steinburg-Ost in den Landtag Schleswig-Holsteins gewählt. Das Direktmandat errang sie erneut in den Jahren 1988, 1992 und 1996. Sie war Mitglied der SPD-Fraktion und gehörte einer Reihe von Ausschüssen an, darunter der Sozialausschuss, dessen Vorsitzende sie von 1993 bis 2000 war. Im Jahr 1997 gehörte sie der Enquêtekommission „Chancen und Risiken der Gentechnologie“ an. Sie war Mitglied des Landeswahlausschusses und des Richterwahlausschusses. Dem Landtag gehörte sie bis Ablauf der Wahlperiode im März 2000 an.
Der Paritätische Wohlfahrtsverband Schleswig-Holstein ernannte Frauke Walhorn zur Ehrenvorsitzenden. Sie lebt in Oelixdorf.

## Auszeichnungen
- 2000: Bundesverdienstkreuz am Bande